# Demidowski rajon
Der Demidowski rajon (russisch Демидовский район) ist ein Rajon in der Oblast Smolensk in Russland. Er liegt im Nordwesten der Oblast. Auf einer Fläche von 2512 km² leben 14.900 Einwohner (2010). Verwaltungszentrum des Rajons ist die Kleinstadt Demidow mit etwa 7330 Einwohnern (2010).
Benachbarte Rajons sind im Südwesten der Rudnjanski rajon, im Westen der Welischski rajon, im Osten der Duchowschtschinski rajon und im Süden der Smolenski rajon. Im Norden grenzt der Demidowski rajon an die Oblast Twer.